# إليزابيتا كوكسياريتو
إليزابيتا كوكسياريتو (مواليد 25 يناير 2001) هي لاعبة تنس محترفة إيطالية، أعلى تصنيف لها في الفردي كان ال108 في يونيو 2021.

## روابط خارجية
- إليزابيتا كوكسياريتو على موقع رابطة محترفات التنس (الإنجليزية)
- إليزابيتا كوكسياريتو على موقع الاتحاد الدولي لكرة المضرب (الإنجليزية)
- إليزابيتا كوكسياريتو على موقع كأس بيلي جين كينغ (الإنجليزية)
- إليزابيتا كوكسياريتو على موقع بطولة ويمبلدون (الإنجليزية)
- إليزابيتا كوكسياريتو على موقع خلاصة التنس.كوم (الإنجليزية)
- إليزابيتا كوكسياريتو على موقع إي إس بي إن.كوم (الإنجليزية)
- إليزابيتا كوكسياريتو على موقع اللجنة الأولمبية الدولية (الإنجليزية)
- إليزابيتا كوكسياريتو على موقع أوليمبيديا (الإنجليزية)